# Episodi di Hardcastle & McCormick (terza stagione)
La terza e ultima stagione della serie televisiva Hardcastle & McCormick è stata trasmessa negli Stati Uniti per la prima volta dal network ABC dal 23 settembre 1985 al 5 maggio 1986.
| nº | Titolo originale                                 | Titolo italiano                 | Prima TV USA      | Prima TV Italia |
| -- | ------------------------------------------------ | ------------------------------- | ----------------- | --------------- |
| 1  | She Ain't Deep but She Sure Runs Fast            | Una foresta inquinata           | 23 settembre 1985 |                 |
| 2  | Faster Heart                                     | Campione rubacuore              | 30 settembre 1985 |                 |
| 3  | The Yankee Clipper                               | L'ultimo soldato in Vietnam     | 7 ottobre 1985    |                 |
| 4  | Something's Going On on This Train               | Delitto sul treno               | 14 ottobre 1985   |                 |
| 5  | The Career Breaker                               | Una carriera distrutta          | 28 ottobre 1985   |                 |
| 6  | Do Not Go Gentle                                 | [ 1 ]                           | 4 novembre 1985   | [ 1 ]           |
| 7  | Games People Play                                | Un quiz per redimersi           | 11 novembre 1985  |                 |
| 8  | Strangle Hold                                    | Amore amaro                     | 18 novembre 1985  |                 |
| 9  | You're Sixteen, You're Beautiful, and You're His | [ 1 ]                           | 25 novembre 1985  | [ 1 ]           |
| 10 | Mirage a Trois                                   | Miraggio a tre                  | 2 dicembre 1985   |                 |
| 11 | Conventional Warfare                             | [ 1 ]                           | 9 dicembre 1985   | [ 1 ]           |
| 12 | Duet for Two Wind Instruments                    | Duetto per due                  | 16 dicembre 1985  |                 |
| 13 | If You Could See What I See                      | [ 1 ]                           | 6 gennaio 1986    | [ 1 ]           |
| 14 | Hardcastle for Mayor                             | Elezioni a sorpresa             | 13 gennaio 1986   |                 |
| 15 | When I Look Back on All the Things               | Di equivoci si vive             | 3 febbraio 1986   |                 |
| 16 | Brother, Can You Spare a Crime?                  | Il fratello degenere            | 10 febbraio 1986  |                 |
| 17 | Round Up the Old Gang                            | Oggi si vende                   | 17 febbraio 1986  |                 |
| 18 | McCormick's Bar and Grill                        | Regalo con mistero              | 24 febbraio 1986  |                 |
| 19 | Poker Night                                      | Pokerino tra amici              | 3 marzo 1986      |                 |
| 20 | In the Eye of the Beholder                       | Attenti ai folletti             | 17 marzo 1986     |                 |
| 21 | The Day the Music Died                           | Il giorno in cui morì la musica | 31 marzo 1986     |                 |
| 22 | A Chip Off the Ol' Milt                          | Chi perde paga                  | 5 maggio 1986     |                 |